# Folke Birgersson till Ringstad
Folke Birgersson till Ringstad är en teaterpjäs med sång i tre akter med musik av Nicolas Dalayrac och librettot av Olof Kexél efter Jacques Marie Boutet de Monvels Raoul sire de Créquy. 
Baletten gjordes av Louis Gallodier och senare av Federico Nadi Terrade. Operan uruppfördes 28 januari 1793 på Gustavianska operahuset i Stockholm. Den framfördes 73 gånger, fram till 15 november 1829.

## Personer
| Roller           | Stämma | Premiärbesättning den 28 januari 1793 (Dirigent: -) |
| ---------------- | ------ | --------------------------------------------------- |
| Folke            |        | Christopher Christian Karsten                       |
| Ramfrid          |        | Marie Louise Marcadet                               |
| Carl             |        | Inga Åberg                                          |
| Birger Folkvider |        | Carl Gustaf Grönström                               |
| Olof Björnson    |        | Petter Svartling                                    |
| Östen            |        | Abraham de Broen                                    |
| Eric             |        | C. Müller                                           |
| Ingrid           |        | Franziska Stading                                   |
| Eskil            |        | Carl Fredrik Fernstedt                              |
| Suno             |        | Carl Johan Savenius                                 |